# 康樂及文化事務署健身室

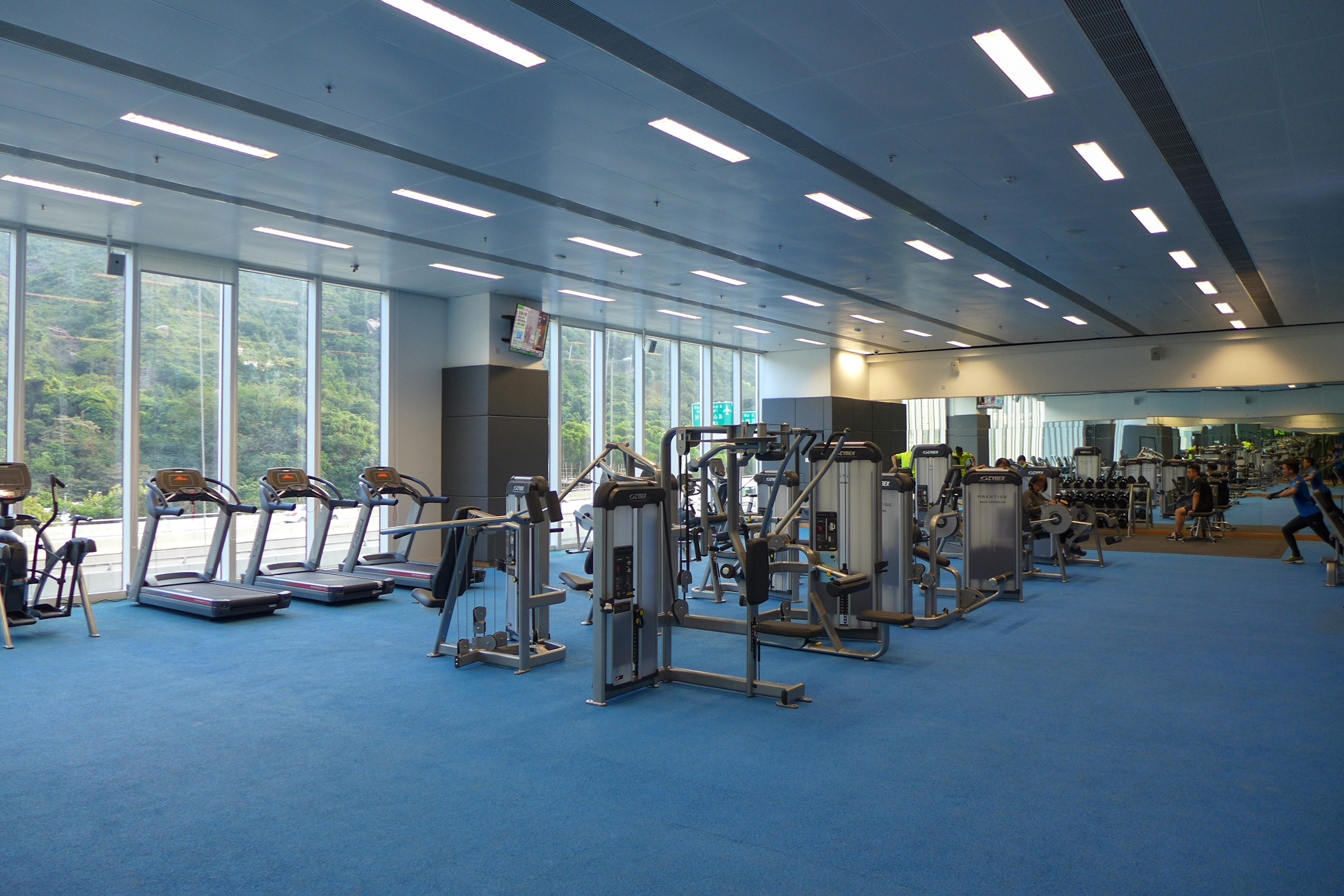
康樂及文化事務署位於圓洲角體育館內的健身室

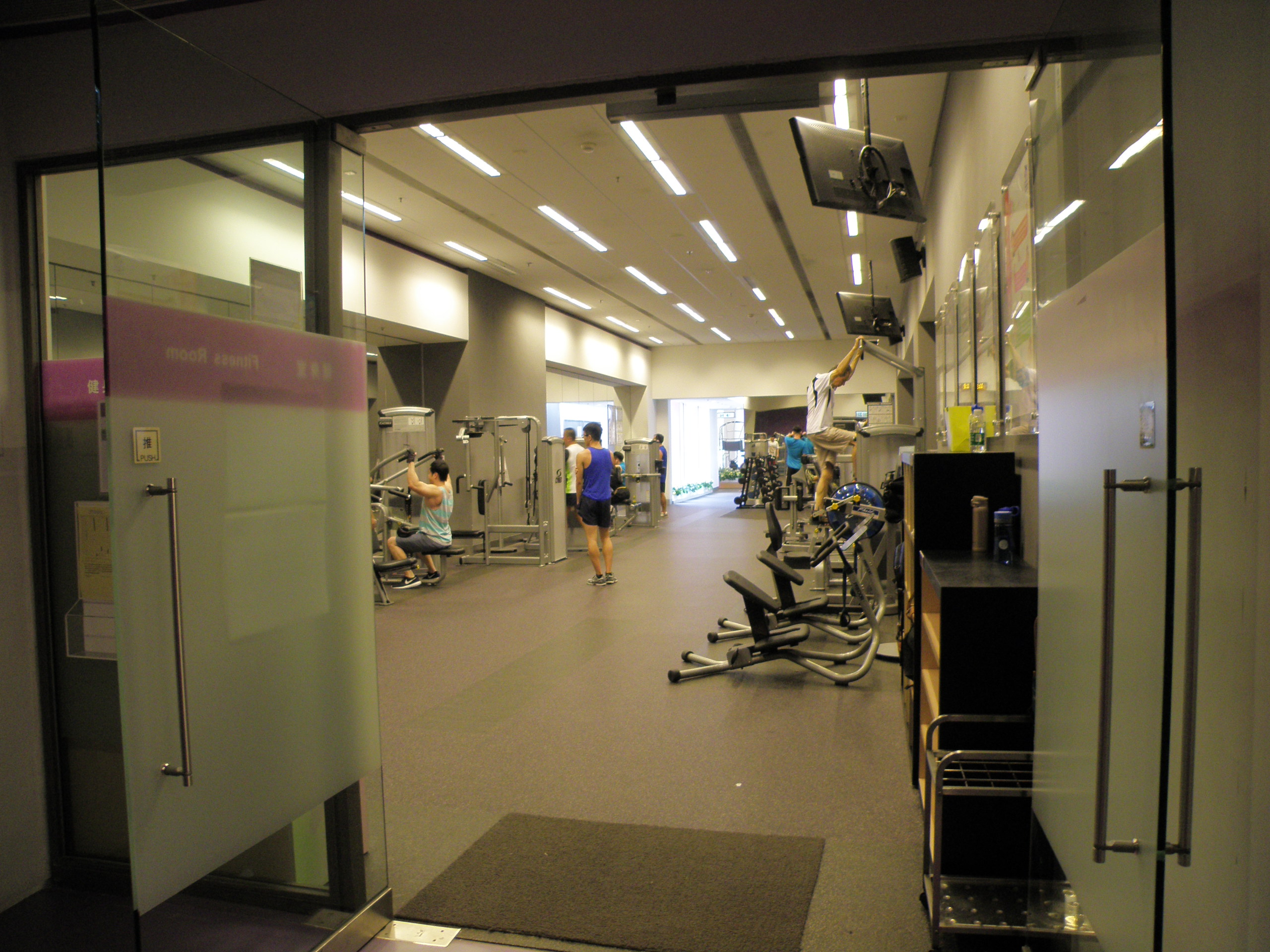
康樂及文化事務署位於坑口體育館內的健身室

康樂及文化事務署健身室（簡稱康文署健身室）是香港特別行政區政府康樂及文化事務署在香港島、九龍、新界及離島各地提供的公營健身室設施，多數附設於康文署旗下的室內體育場館之內，為私營大型連鎖健身中心以外的選擇。

## 登記資格要求
達到以下任一要求而年滿15歲或以上的香港市民，均可登記使用康樂及文化事務署健身室：
- 曾經參加由康樂及文化事務署舉辦的「正確使用健身室設施簡介會」，並且通過測試。
- 曾經參加由康樂及文化事務署於2006年5月或以後舉辦的「器械健體訓練班」，並且達到80%或以上的出席率。
- 持有康樂及文化事務署簽發的「健體金卡」。
- 持有中國香港體適能總會或中國香港健美總會簽發的相關資歷證明。

香港島及九龍區健身室每次進場收費14港元，香港市民亦可以選擇購買費用為180港元的月票。

## 場地遍佈
- 香港島有12間
- 九龍有17間
- 新界及離島有39間

## 批評

### 健身室設施簡介會課程名額太少
近年市民對健身室需求增大，加上大型連鎖健身中心銷售手法爭議多，不少市民因而報讀「正確使用健身室設施簡介會」課程及通過筆試，希望能享用康文署轄下的健身室。不過抽籤及網上申請的預約名額經常爆滿。有市民更選擇在體育館開門前，提早七小時到場排隊「執死雞」。但有市民抽籤四次及「執死雞」兩次都失敗，感到十分無奈。立法會議員批評署方課程名額太少，未能按照現時需求有所增加而彈性處理。康文署表示署方已因應各區的需求和資源，為簡介會的場數及名額進行檢討。

### 實施配額制度 迫使使用者買月票
2016年6月1日起，康文署健身室改用配額制，將月票及時票入場配額作出規定。有健身室最多可容纳20張月票，但時票只限5張。即使健身室內使用時票的人士不足一半，署方亦不會撥予使用月票的人士使用健身室，變相迫使月票的用家買時票才能較易使用健身室，使用者批評配額制度過於僵化。康文署回應指推出配額制的目的，是為兼顧及平衡月票及時票用家雙方的要求。

### 健身室器材殘舊
曾有市民投訴，健身室多項器材殘舊銹蝕，擔心安全不保。

### 其他
康文署健身室，收費較私營健身中心平近一半，使用率卻長期不足，2007至2010年間平均使用率只得36%，有體育界人士認為，需要先出席簡介會為主要的阻礙因素，市民普遍覺得此安排相對麻煩。但近年健身室總使用人次不斷上升，由2013年約372多萬人次使用，增幅至2015年使用人次至447萬人次。

## 外部連結
- 康文署健身室官方網頁 （页面存档备份，存于）
- 體能活動適應能力問卷 （页面存档备份，存于）
- 中國香港體適能總會 官方網頁 （页面存档备份，存于）